# Lauren Harris
Lauren Harris (* 6. červenec 1984) je britská zpěvačka a dcera Steva Harrise, basáka a jednoho ze zakladatelů heavy metalové skupiny Iron Maiden. Koncertuje především s Iron Maiden a Within Temptation.
Lauren Harris pro hudební svět objevil Russ Ballard, aniž by věděl, kdo je její otec.

## Kariéra

### Lauren Harris Band (2005–2010)
Ve svých 17 letech začala Lauren zpívat po Londýnských hospodách. Při jednom vystoupení neušla pozornosti legendárního Britského producenta Russe Ballarda. Ballard požádal Lauren o nazpívání dema, což Lauren dovedlo ke spolupráci s vícenásobným vítězem Grammy producentem a bubeníkem Tommym McWilliamsem. Již za několik málo měsíců započala Lauren turné po Evropě také jako předskokan skupiny Within Temptation. Lauren se svojí skupinou vystoupila na prestižních a ikonických festivalech jako je německé Rock Am Ring a Rock Am Park, nebo UK Download festivalech, na kterých Lauren zpívala před více než 50 000 lidmi.
Během 12 měsíců intenzivního koncertování Lauren dokázala, že živé koncerty zvládá, a tak byla postavena před dosud největší výzvu – podporovat Iron Maiden během světové tour. V průběhu této koncertní šňůry se Lauren zapsala do historie jako vůbec první žena, která zpívala jako hlavní zpěvačka rockové skupiny na velkém koncertu v Indii. Dne 25. října 2006 se pro Lauren uzavřel jeden kruh, když vystoupila před 20 000 lidmi v Budokan aréně v Japonsku, v místě, kde učinila své vůbec první krůčky v životě.
Jakmile koncertní turné dospělo ke svému konci, Lauren vydala své debutové album nazvané "Calm before the Storm", které mixoval legendární Kevin Shirley, a pokračovala v koncertování po Velké Británii a Evropě k podpoře vydání svého alba. Lauren se následně vydala podruhé na světové turné jako předskokan Iron Maiden v rámci jejich průkopnického "Flight 666" turné. Turné se do historie zapsalo jako jedno z nejúspěšnějších turné v historii. Film dokumentující turné byl pozitivně přijat kritikou a posbíral několik cen. Skupina cestovala po světě ve vlastním letadle Boeing 757 fanoušky pojmenovaném "Ed Force One". Turné zahrnovalo Jižní Afriku, Indii, Japonsko, Argentinu, USA, Chile, Kubu, Austrálii a Evropu v rozmezí pouze několika týdnů namísto obvyklých měsíců, které běžně trvají celosvětová turné.

### Six Hour Sundown (2010–2012)
Lauren začala pracovat s legendárním hlasovým učitelem Davidem Grantem, který dříve pracoval například s Will Young, Spice Girls, či Charlotte Church a mnohými dalšími v rámci úspěšné TV show ve Velké Británii Pop Idol. Lauren se věnovala také zdokonalení vystupování na pódiu s vyučujícími z Royal London Ballet a účastnila se hereckých workshopů. Ve stejné době Lauren otevřela další kapitolu své hudební kariéry projektem "Six Hour Sundown". Skupina strávila roky 2011 a 2012 koncertováním v moderním stylu, který pomohl rozvinout hlasový projev Lauren, a opět představil Lauren na pódiu stovkám tisíc dalších fanoušků v Evropě a Velké Británii.

### Kingdom Of I (2012–2014)
V průběhu roku 2012 se Lauren přestěhovala do Los Angeles, kde začala pracovat na svém novém hudebním projektu Kingdom Of I zaměřeném na pop-music pod dohledem zkušeného manažera Andrea Reckeho (Hillary Duff). Debutové EP nového projektu bylo nahráno začátkem roku 2013 a obsahuje písničky napsané Davem Stewartem (Eurythmics), Karou DioGuardi, porotkyní populární soutěže American Idol v 8. a 9. sezoně, a známým producentem Alainem Johannesem.
Jako první singl Lauren nahrála taneční píseň nazvanou "Crying at the Disco", která kombinuje rock s taneční muzikou a chytlavým popem. Video s touto písní bylo vydáno v říjnu 2013. Turné a vydání celého alba bylo oznámeno na konec roku 2013, ale zatím k němu nedošlo.

## Herecká kariéra
Lauren si našla čas zdokonalit své herecké umění pod dohledem význačného odborníka Howarda Finea. Tato zkušenost pro Lauren otevřela nepřeberné množství příležitostí. Mimo jiné možnost podílet se na filmovém dokumentu a souvisejícím televizním seriálu o brazilské hudbě, který bude brzy oznámen, stejně jako spolupracovat na dvojici filmů, které produkoval legendární kinematograf a světově uznávaný fotograf Robert Dowling.

## Zajímavosti
- Otec Lauren je světoznámý baskytarista Iron Maiden Steve Harris.
- Bratr Lauren Harris působí ve vlastní skupině The Raven Age.[2]
- Lauren udělala své první dětské krůčky v zákulisí koncertu Iron Maiden.[3]
- Lauren vystupovala na většině svých koncertů bosá. Důvodem byly zkušenosti z nahrávání ve studiu. Lauren byla zvyklá být bosá při nahrávání. Když pak na prvním společném koncertě vystupovala v botách, necítila se přirozeně, a tak boty vyzula a od té doby už se tohoto zvyku držela.[4]
- Kytarista skupiny Lauren Harris Band Richie Faulkner se později připojil ke slavným Judas Priest.
- Mezi oblíbené písně kapely jejího otce Iron Maiden jsou „Wasted Years“, „Hallowed Be Thy Name“ nebo „Journeyman“.[5]
- V září 2014 byla Lauren vybrána mezi Variety's 10 Brits to Watch.[6]